# Nierówność Höldera

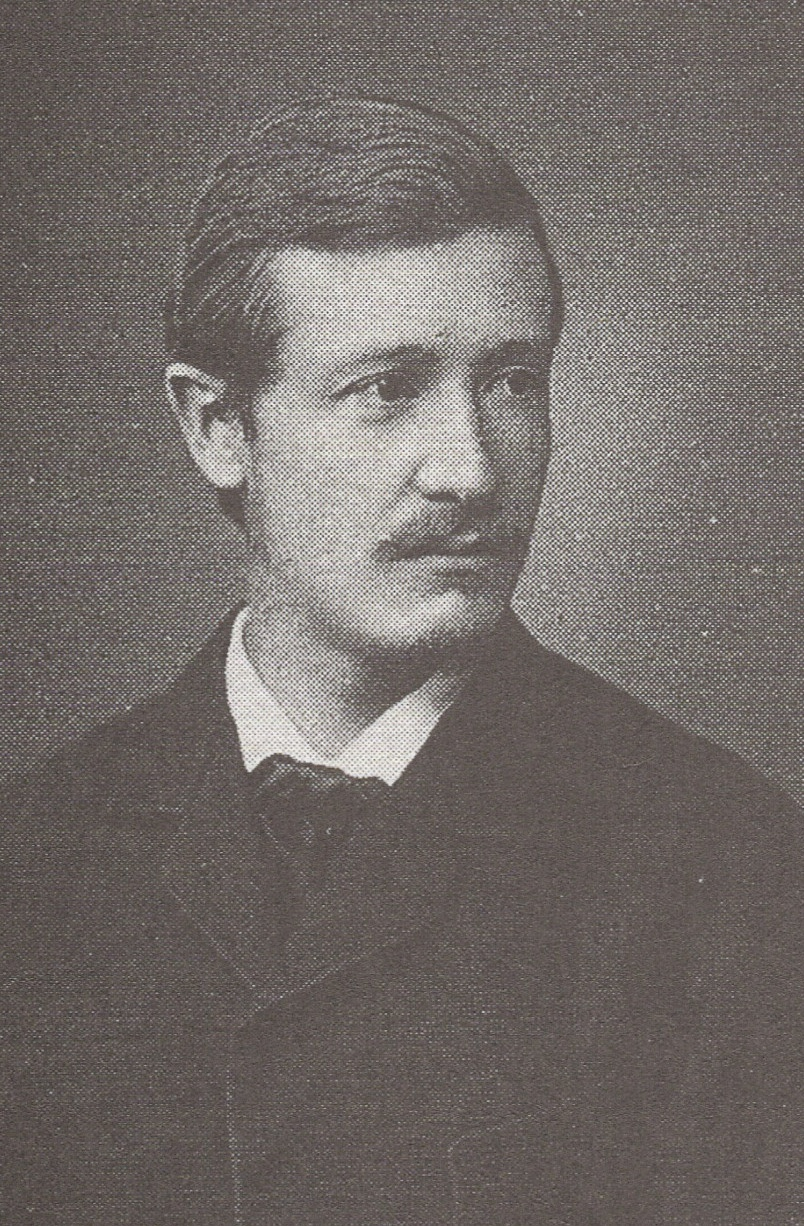
Otto Ludwig Hölder (1859–1937)

Nierówność Höldera – fundamentalna nierówność wiążąca przestrzenie Lp. Nazwana nazwiskiem matematyka Otto Höldera, została najpierw sformułowana przez L. J. Rogersa (1888) i ponownie odkryta przez Höldera (1889).
Nierówność Höldera jest używana do wykazania uogólnionej nierówności trójkąta w przestrzeni Lp, nierówności Minkowskiego oraz do ustalenia warunku dualności dla przestrzeni {\displaystyle L^{p}} i {\displaystyle L^{q}} jeśli {\displaystyle p\neq 1} oraz {\displaystyle p\neq \infty .}

## Nierówność Höldera
Niech {\displaystyle (\Omega ,\mu )} będzie przestrzenią z miarą oraz niech {\displaystyle 1\leqslant p\leqslant q\leqslant \infty } będą wykładnikami sprzężonymi, tzn.
{\displaystyle {\tfrac {1}{p}}+{\tfrac {1}{q}}=1.}
Jeżeli {\displaystyle f\in L_{p}(\Omega ,\mu )} oraz {\displaystyle g\in L_{q}(\Omega ,\mu ),} to {\displaystyle fg\in L_{1}(\Omega ,\mu )} oraz
{\displaystyle \|f\cdot g\|_{L_{1}(\Omega ,\mu )}\leqslant \|f\|_{L_{p}(\Omega ,\mu )}\cdot \|g\|_{L_{q}(\Omega ,\mu )}.}
Równość zachodzi wtedy i tylko wtedy, gdy funkcje {\displaystyle f^{p}} i {\displaystyle g^{q}} są liniowo zależne.

## Najważniejsze przypadki szczególne
- Gdy {\displaystyle p=q=2,} to nierówność Höldera znana jest pod nazwą nierówności Schwarza (lub Cauchy’ego-Schwarza, a w przypadku całkowym – Buniakowskiego-Schwarza)[1].

- W przestrzeni euklidesowej {\displaystyle \mathbb {R} ^{n}} (lub {\displaystyle \mathbb {C} ^{n}}) nierówność Höldera przyjmuje postać:

{\displaystyle \sum _{k=1}^{n}|x_{k}y_{k}|\leqslant \left(\sum _{k=1}^{n}|x_{k}|^{p}\right)^{1/p}\left(\sum _{k=1}^{n}|y_{k}|^{q}\right)^{1/q}\;\;\;(x,y\in \mathbb {C} ^{n}).}
- Dla elementów {\displaystyle x\in \ell _{p},} {\displaystyle y\in \ell _{q}{:}}

{\displaystyle \sum \limits _{n=1}^{\infty }|x_{n}\cdot y_{n}|\leqslant \left(\sum \limits _{n=1}^{\infty }|x_{n}|^{p}\right)^{1/p}\cdot \left(\sum \limits _{n=1}^{\infty }|y_{n}|^{q}\right)^{1/q}\;\;\;(x\in \ell _{p},y\in \ell _{q}).}
- Niech {\displaystyle (\Omega ,\mu )} będzie przestrzenią z miarą. Najogólniejszą wersją nierówności Höldera (której powyższe są szczególnymi przypadkami) jest nierówność

{\displaystyle \left|\int _{\Omega }f(x)g(x)\,\mu ({\mbox{d}}x)\right|\leqslant \int _{\Omega }{\bigg |}f(x)g(x){\bigg |}\,\mu ({\mbox{d}}x)\leqslant \left(\int _{\Omega }\left|f(x)\right|^{p}\,\mu ({\mbox{d}}x)\right)^{1/p}\cdot \left(\int \left|g(x)\right|^{q}\,\mu ({\mbox{d}}x)\right)^{1/q}\;\;\;(f\in L_{p}(\Omega ),g\in L_{q}(\Omega ))}
W szczególności, gdy {\displaystyle \mu =P} jest miarą probabilistyczną (tj. {\displaystyle (\Omega ,P)} jest przestrzenią probabilistyczną), nierówność tę można zapisać w postaci
{\displaystyle \mathbb {E} |XY|\leqslant \left(\mathbb {E} |X|^{p}\right)^{1/p}\cdot \left(\mathbb {E} |Y|^{q}\right)^{1/q},\;\;\;(X\in L_{p}(P),Y\in L_{q}(P)).}
gdzie symbol {\displaystyle \mathbb {E} } oznacza wartość oczekiwaną.

## Uogólnienie
Metodą indukcji matematycznej można pokazać następujące uogólnienie:
Niech {\displaystyle p_{k}\geqslant 1,k=1,\dots ,n} będą takie, że:
{\displaystyle \sum _{k=1}^{n}{\frac {1}{p_{k}}}=1.}
Załóżmy, że {\displaystyle u_{k}\in L^{p_{k}}(S).} Wtedy {\displaystyle \prod _{k=1}^{n}u_{k}\in L^{1}(S)} oraz
{\displaystyle \left\|\prod _{k=1}^{n}u_{k}\right\|_{\displaystyle L^{1}(S)}\leqslant \prod _{k=1}^{n}\|u_{k}\|_{\displaystyle L^{p_{k}}(S)}.}

## Literatura
- Walter Rudin: Analiza rzeczywista i zespolona. Warszawa: Wydawnictwo Naukowe PWN, 1998. Brak numerów stron w książce